# Gabi Buzek
Gabi Buzek (roz. Gabriela Buzek-Garzyńska; * 29. listopadu 1979 v Krakově) je polská výtvarná umělkyně, malířka, fotografka, odborná asistentka na Fakultě průmyslových forem Akademie výtvarných umění Jana Matejky v Krakově.
Pochází z rodiny s vícegeneračními fotografickými tradicemi. Její předci, Helena a Zygmunt Garzyński, otevřeli v Krakově v roce 1918 jeden z prvních fotografických ateliérů.

## Vzdělání a akademická kariéra
Je absolventka Fakulty grafiky a Fakulty malby Akademie výtvarných umění Jana Matějky v Krakově. Vystudovala fotografii u prof. Zbigniewa Łagockého a malba u prof. Andrzeje Bednarczyka, prof. Jana Pamuła a Timothy App.
Během studia absolvovala dvě stipendijní stáže - na Fachhochshule v Darmstadtu (Německo) na Fakultě grafického designu se specializací fotografie a na Maryland Institute College of Art v Baltimoru (USA) pro studium fotografie a abstraktní malby. Absolventka Environmentálního doktorského studia na Malířské fakultě Akademie výtvarných umění Jana Matějky v Krakově. V roce 2008 získala titul doktorka výtvarných umění (školitel: prof. Jan Pamuła) a v roce 2019 získala titul habilitovaná doktorka.
V letech 2008 až 2014 působila jako lektorka v ateliéru fotografie na Fakultě architektury a výtvarných umění Akademie v Krakově Andrzeje Frycze Modrzewského.
Od roku 2012 působí na katedře výtvarných umění Fakulty průmyslových forem Akademie výtvarných umění v Krakově, zpočátku jako asistentka prof. Jana Pamuły, v současnosti odborná asistentka, vyučující předmět Úvod do vizuálního myšlení.
Věnuje se fotografii, malbě, vytváří koláže, prostorové a multimediální formy. Žije a pracuje v Krakově.

## Výstavy
Zúčastnila se více než padesáti kolektivních výstav a uspořádala 25 samostatných výstav v Polsku a USA.
Práce v soukromých sbírkách: v Polsku, Německu, USA a Kanadě, dále ve sbírkách Galeria Nova, Galeria Nota Bene, Sosnowiec Art Center - Zámek Sielecki, Muzeum v Sosnowci, Książnica Cieszyńska, Galerie Milo v New Yorku, Palác umění v Krakově.